# وادي الردي (النادرة)

تعديل مصدري - تعديل

وادي الردي هي إحدى قرى عزلة شعب المريسي بمديرية النادرة التابعة لمحافظة إب، بلغ تعداد سكانها 674 نسمة حسب تعداد اليمن لعام 2004.